# Jean-Pierre Levecq
Jean-Pierre Levecq (Frameries, augustus 1939) was een Belgisch volksvertegenwoordiger.

## Levensloop
Jean-Pierre Levecq was een zoon van Léandre Levecq, die een Waals militant was, in het kielzog van priester Jules Mahieu en die tijdens de Tweede Wereldoorlog tot het Verzet behoorde.
Hij promoveerde tot doctor in de geneeskunde aan de UCL en was van 1965 tot 1968 assistent oogheelkunde aan zijn universiteit.
Hij was al als student lid van de federalistische bewegingen Rénovation wallonne en Wallonie libre en organiseerde bijeenkomsten in Leuven met als sprekers onder meer Robert Moreau en Lucien Outers. Hij was voorstander van een volledige overheveling van de UCL naar Wallonië. Hij behoorde tot de stichters van het Rassemblement Wallon in Bergen in 1968.
Hij vertrok toen naar Afrika en leidde het Afrikaans tropisch instituut voor oogheelkunde in Bamako (Mali). 
Terug in België hernam hij zijn medische activiteiten in Tubeke en Frameries. Hij reorganiseerde de federatie van het Rassemblement Wallon in de Borinage. In 1974 werd hij voor deze partij verkozen tot lid van de Kamer van volksvertegenwoordigers voor het arrondissement Bergen. Hij vervulde dit mandaat tot in 1977. Hij was ook gemeenteraadslid in Frameries van 1976 tot 1982.
In 1976 gaf Paul-Henry Gendebien een zwenking naar links aan het Rassemblement Wallon, en Levecq volgde François Perin, Jean Gol en Étienne Knoops naar de PRL. Hij stond wel nog op lijsten voor deze partij, maar werd niet meer verkozen. Hij werd ontgoocheld door de geringe federalistische wil binnen deze partij en verliet ze in 1986 om aan te sluiten bij het door José Happart opgerichte Wallonie Région d'Europe.
Hij behoorde tot het beschermcomité van het tijdschrift Wallonie - France.